# Christina von Braun
Christina von Braun (ur. 1944) – niemiecka kulturoznawczyni, wykładowczyni, autorka, reżyserka filmów dokumentalnych, feministka.
Jest założycielką i szefową katedry gender studies na Uniwersytecie Humboldtów w Berlinie oraz profesor w instytucie kulturoznawstwa tej uczelni. Jej zainteresowania badawcze obejmują gender, religię i historię antysemityzmu.

## Związki rodzinne
Jej babka, Hildegarda Margis, była pisarką, feministką i działaczką antynazistowską. W 1944 roku została aresztowana przez gestapo za działalność opozycyjną i wkrótce zmarła w wyniku tortur. Ojcem Christiny von Braun był Sigismund von Braun, niemiecki ambasador we Francji i Watykanie. Jej stryjem był konstruktor rakiet Wernher von Braun.